# Balangra La
Balangra La – przełęcz położona w zachodnim Nepalu, w Himalajach, na wysokości 3760 m n.p.m. Znajduje się na drodze z Kaigaon do Tarakot przez Tibrikot.